# Filipstad (đô thị)
Đô thị Filipstad (tiếng Thụy Điển: Filipstad kommun) là một đô thị ở hạt Värmland của Thụy Điển. Thủ phủ là thị xã Filipstad. Dân số thời điểm 31 tháng 12 năm 2000 là 11598 người.
Đô thị được thành lập năm 1971 khi Thành phố Filipstad được sáp nhập với các đô thị nông thôn Kroppa, Rämmen và Värmlandsberg.